# Норвіч (аеропорт)
Аеропорт Норвіч (англ. Norwich Airport,  (IATA: NWI, ICAO: EGSH)) — невеликий міжнародний аеропорт у Геллесдоні, Норфолк, Англія, за 3,2 км на північ від Норвіча.
Аеропорт є хабом для:
- TUI Airways

## Авіалінії та напрямки
| Авіакомпанія | Пункт призначення |
| ------------ | --- |
| Aurigny      | Сезонний: Гернсі |
| BH Air       | Сезонний: Бургас |
| Flybe        | Абердин, Аліканте, Ексетер, Малага                                                                                        |
| KLM          | Амстердам |
| Loganair     | Единбург, Манчестер Сезонний: Джерсі                                                                                      |
| TUI Airways  | Тенерифе-Південний Сезонний: Корфу, Даламан (з 6 травня 2019), Іракліон, Ібіца, Менорка, Пальма-де-Мальорка, Пафос, Родос |

## Наземний транспорт

### Автобус
Автобусна зупинка розташовується у 2 хвилини ходьби від терміналу, автобуси сполучають аеропорт з центром міста Норвіч, шість днів на тиждень (крім неділі) що 10–20 хвилин. Перший автобус вирушає в аеропорт Норвіч о 06:35, а останній о 19:05.

### Автівка
Аеропорт Норвіч розташований поруч з автомагістраллю A140, що прямує від Іпсвіча, через Норвіч і до приморського міста Кромер; ця дорога забезпечує легкий доступ до центру міста Норвіч.